# SN 2007fe
SN 2007fe – supernowa typu II odkryta 30 czerwca 2007 roku w galaktyce A142556+4626. W momencie odkrycia miała maksymalną jasność 18,70m.